# 베라 알렌토바
베라 알렌토바(러시아어: Ве́ра Але́нтова, 1942년 2월 21일 ~ )는 소련, 러시아의 배우이다.